# Bulbophyllum longicaudatum
Bulbophyllum longicaudatum là một loài phong lan thuộc chi Bulbophyllum.